# A.M.O.R.C.

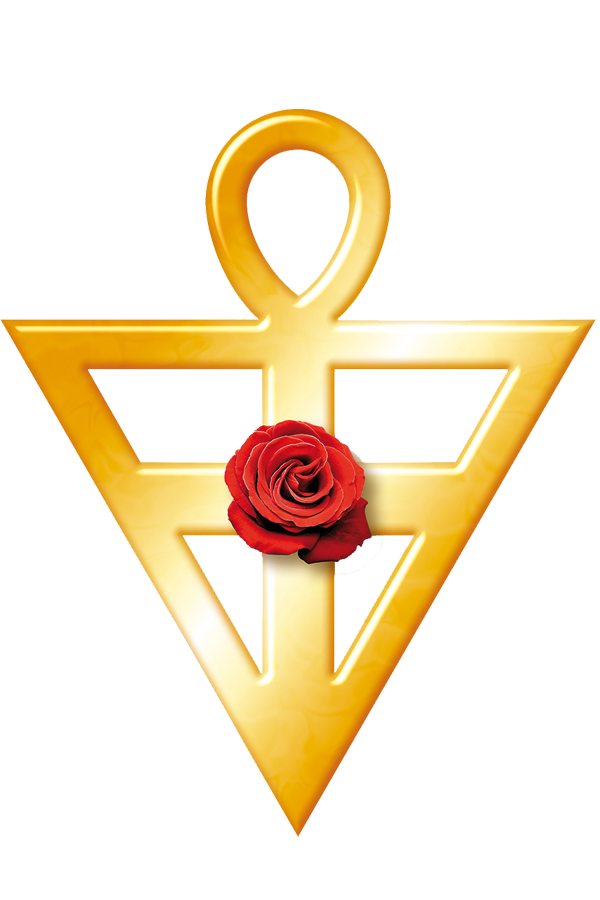

De Aloude Mystieke Orde Rosae Crucis (AMORC), ook bekend als de Rozekruisers Orde, is de grootste van de verschillende Rozenkruisersorganisaties.
Ze heeft Loges, Chapters en andere onderafdelingen in vele landen en is georganiseerd op basis van de taalgemeenschappen. Zo bestaat er geen Belgische afdeling, maar horen de AMORC-afdelingen in Vlaanderen, Suriname en de eilanden Aruba, Curaçao en Sint Maarten bij de Grootloge der Nederlandssprekende gebieden die zijn zetel heeft in Den Haag.
De AMORC is gesticht in 1915 door het initiatief van Harvey Spencer Lewis.
AMORC presenteert zichzelf als een wereldwijde filosofische en humanistische, niet-sektarische en apolitieke broederlijke orde die gewijd is aan de studie van de wetten van het leven en het universum. Het lidmaatschap staat open voor mannen en vrouwen, ongeacht ras, religie of geaardheid.